# Régnié-Durette
Régnié-Durette é uma comuna francesa na região administrativa de Auvérnia-Ródano-Alpes, no departamento de Ródano. Estende-se por uma área de 11,72 km². Em 2010 a comuna tinha 1 149 habitantes (densidade: 98 hab./km²).